# 공산주의 희생자 기념재단
공산주의 희생자 기념재단(영어: Victims of Communism Memorial Foundation)은 미국의 반공주의 비영리 재단이다. 본부는 워싱턴 D.C.에 있다. "미국인들에게 공산주의의 역사, 이념, 역사, 유산에 대한 교육"을 진행하는 것을 목적으로 한다.

## 역사
1993년에 미국 의회에서 데이나 로러배커, 제시 헬름스 하원 의원이 발의하고 미국 의회에서 만장일치로 채택한 법률에 따라 설립이 추진되었으며 1993년 12월 17일에 빌 클린턴 미국 대통령이 서명하면서 채택되었다. 이 법률은 "유례 없는 제국주의적인 학살로 인하여 1억 명 이상의 희생자가 살해당했다."는 문장을 인용하면서 "이러한 희생자들의 희생이 영구히 기념되어 다시는 국가와 민족이 이토록 사악한 폭정이 세상을 위협하는 것을 허용하지 않도록 해야 한다."고 결의했다.
미국 공법 제103-199호 제9조 905호에 따르면 재단은 워싱턴 D.C.에 공산주의 희생자 기념비를 건설하고 유지 및 운영을 담당한다고 명시되어 있다. 또한 기념비 설립을 위한 기부금을 모으고 공산주의 체제 하에서 고통받는 모든 집단의 참여를 장려하기 위해 독립 기관이 설립될 예정이라고 명시되어 있다. 2007년에는 조지 W. 부시 미국 대통령이 헌정한 공산주의 희생자 기념비를 준공했다.
2016년에는 버락 오바마 미국 대통령이 라울 카스트로 쿠바 공산당 서기장을 만나기 직전에 쿠바에서 수감 중인 양심수 51명의 명단을 공개했다. 2020년에는 중국의 파룬궁 전문가들과 위구르인들의 장기 적출에 관심을 기울이는 보고서를 발표했다.

## 사업
재단은 2007년 6월 12일에 미국 워싱턴 D.C.에서 로널드 레이건 미국 대통령이 독일 베를린에서 가졌던 이 장벽을 허무시오 연설 20주년을 기념하기 위한 차원에서 건립한 공산주의 희생자 기념비를 통해 국제 언론의 주목을 받았다. 토머스 마시가 제작을 담당한 이 조각상은 1989년 톈안먼 사건 당시에 중국의 학생 시위대가 건립했던 민주주의의 여신상을 청동으로 복제한 작품이다. 재단은 워싱턴 D.C.에 공산주의 희생자 기념관을 건립하는 사업을 추진했다.
재단은 매년 반공주의자들을 기념하는 행사에서 트루먼 레이건 자유 훈장을 수여하고 기념관 건설을 위한 기금 마련에 사용했다. 2015년에는 공산주의 희생자들의 증인을 담은 비디오 시리즈를 출시했다. 또한 유럽 연합의 유럽 기억양심정강에 참여했다. 그 외에 레흐 바웬사, 바츨라프 하벨, 괸츠 아르파드, 옐레나 본네르, 에밀 콘스탄티네스쿠, 살리 베리샤, 군티스 울마니스, 비타우타스 란츠베르기스 등이 국제 자문위원회 위원으로 참여했다.

## 같이 보기
- 소련이 저지른 전쟁 범죄
- 메모리알 (단체)